# Інтернаціональний (парк, Київ)
Парк «Інтернаціона́льний» — міський парк у житловому масиві Микільська Борщагівка Святошинського району м. Києва.

## Розташування
Розташований між вулицями Тулузи, Гната Юри та проспектом Леся Курбаса (5-й А мікрорайон Микільської Борщагівки).

## Опис
Створений у 1975 році. Площа — 7,05 га. Парк має майже прямокутну форму. Від кінотеатру «Лейпциг» парк по-діагоналі перерізує центральна алея, яка в центрі повертає наліво до 5-го мікрорайону Микільської Борщагівки.
Зелені насадження парку — дуб червоний, клен, тополя, береза, зустрічаються ялини. Є бювет артезіанської води та дім садівника.
На території парку знаходиться бювет артезіанської води, відкритий 2002 року, два дитячі майданчики, місця відпочинку. Парк доглянутий, доріжки вимощені тротуарною плиткою, скрізь красиві зелені газони.
У 2005 році частину парка розміром 0.4 га було віддано у оренду з цільовим призначенням "Для будівництва і обслуговування багатоквартирного житлового будинку", однак будівництво не було розпочате. З серпня 2004 по грудень 2005 року проходила реконструкція парка. В 2014 планували реконструювати парк знову але план відмінили. У липні 2016 року відбувся конфлікт між місцевими жителями та забудовником. У 2019 році з‘явилося унікальне дерево з кормушкою та водою для птахів. Також 1 червня та 17 липня 2019 року у парку проходили концерти. У 2020 реконструювали міст-перехід у парк «Юність». Також прибрали один з дитячих майданчиків та всі атракціони. Влітку 2022 у парку з’явилися декілька батутів та кіоск з морозивом із кульок. На початку 2022 року планували капітально ремонтувати парк та закінчити ремонт в кінці 2023 але із за російського вторгнення в Україну ремонт не розпочався та заморозився. 
Посилання
- Парки Святошинського району
- Парк «Інтернаціональний» на wikimapia.org

## Галерея

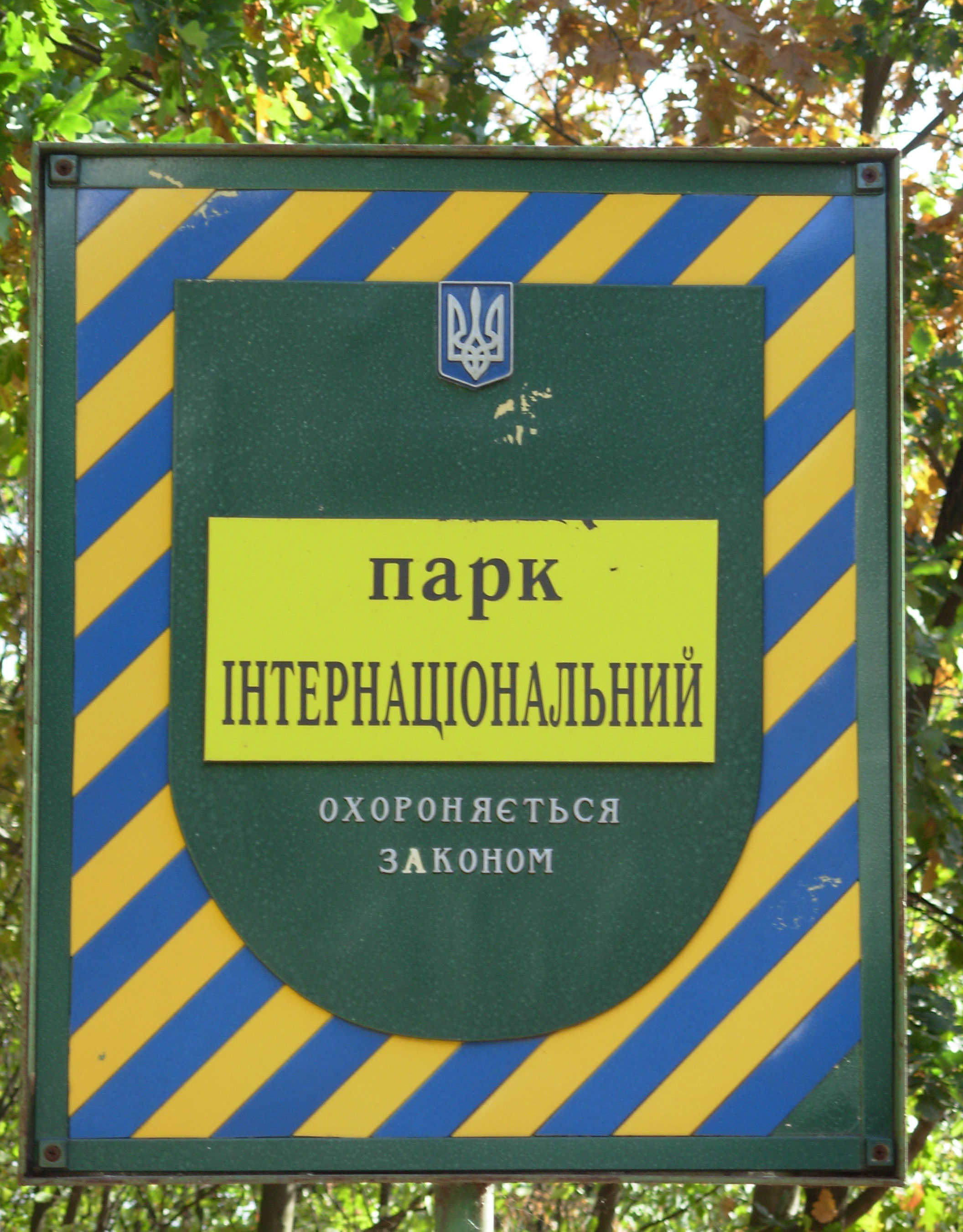
Охоронна дошка
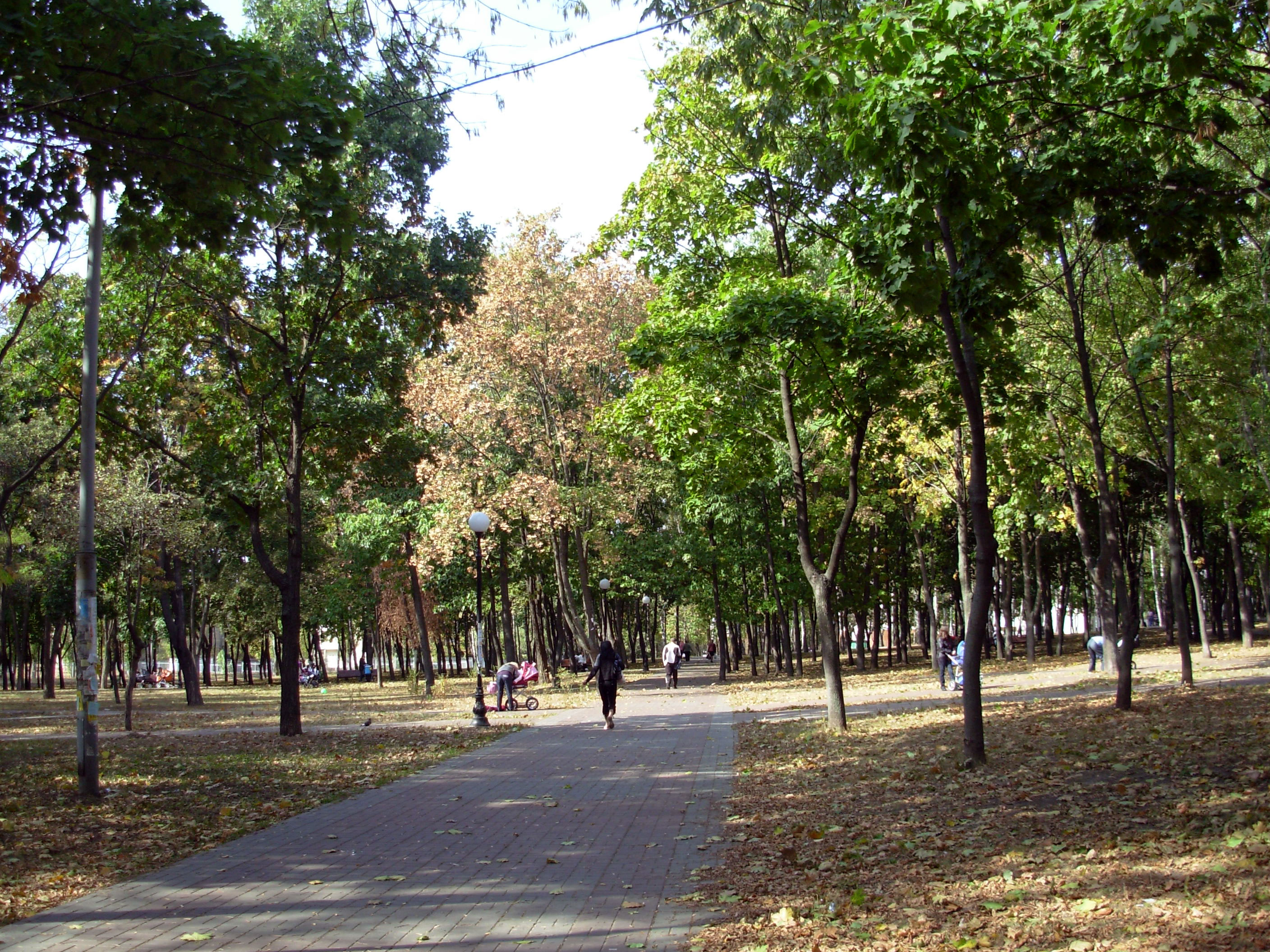
Центральна алея
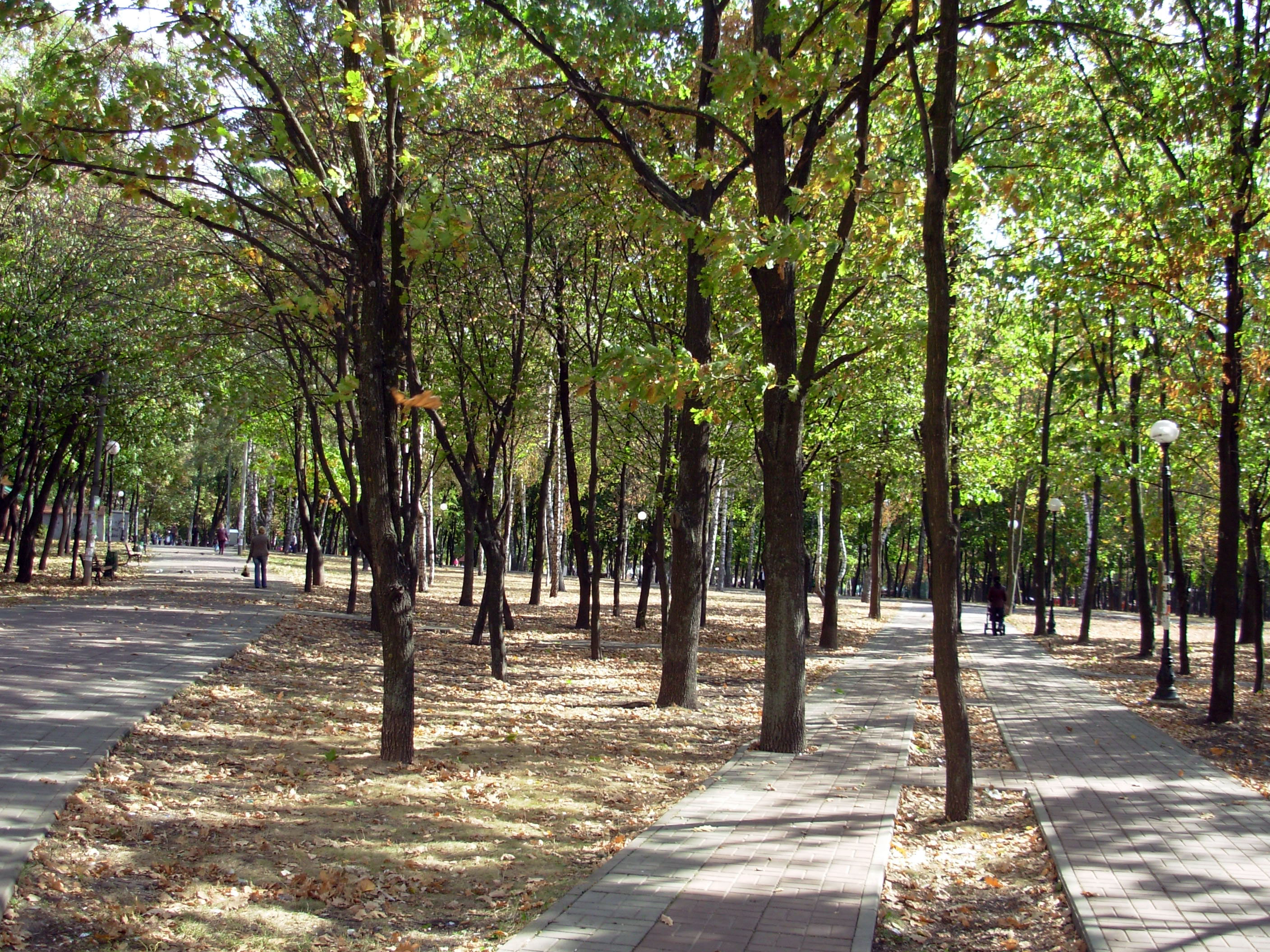
Дубові насадження
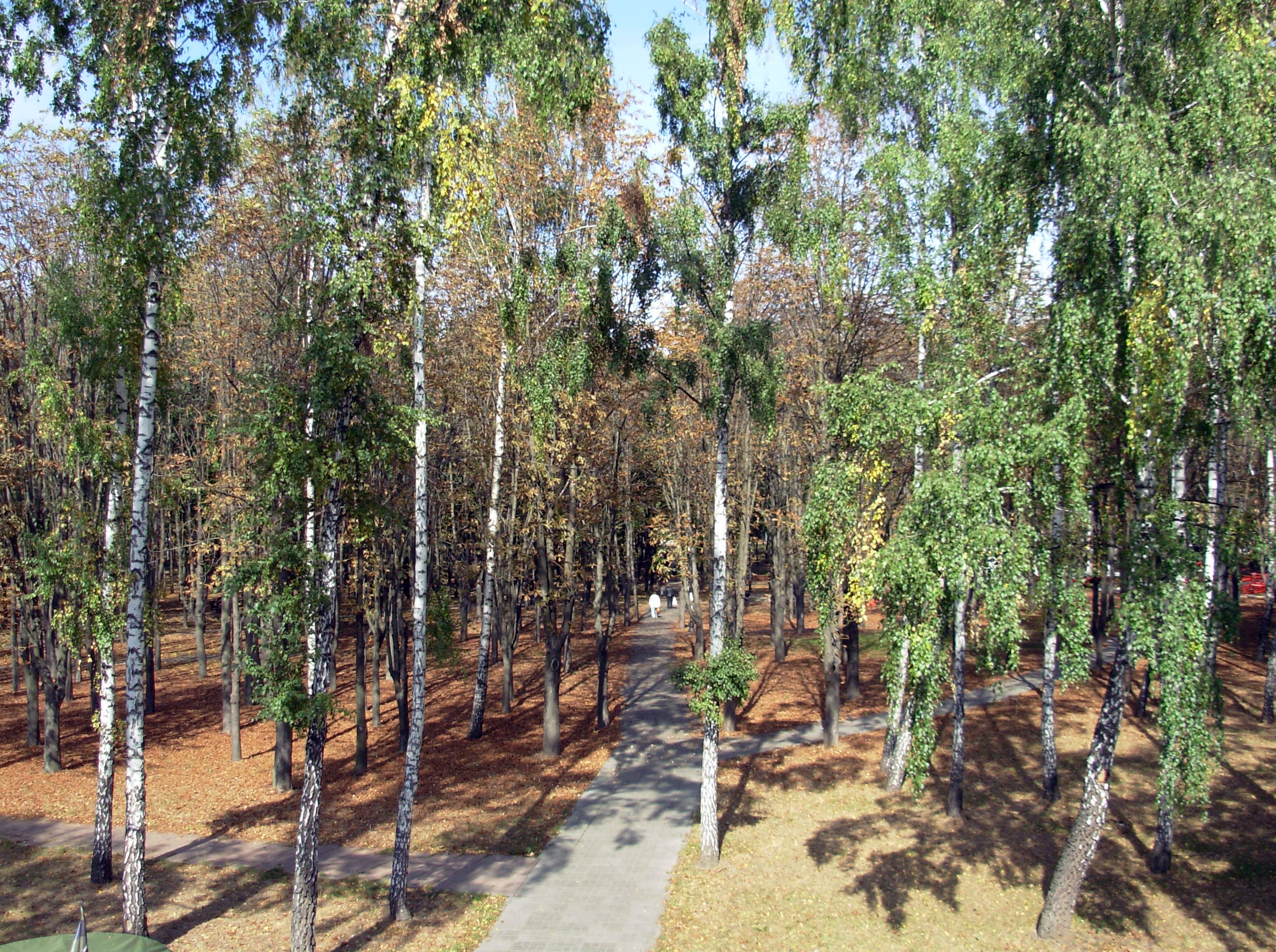
Загальний вигляд